# Breslauer Disputation
Als Breslauer Disputation wird ein theologisches Streitgespräch bezeichnet, das unter der Leitung des Theologen Johann Heß und einigen weiteren Vertretern der frühreformatorischen Bewegung vom Mittwoch, den 20. April bis Samstag, den 23. April 1524 in der Dorotheenkirche in Breslau stattfand.

## Hintergrund
Seit dem Jahre 1262 wurde die Breslauer Gemeinde gemäß dem Magdeburger Recht, einer Form des Stadtrechts, von einem Stadtrat regiert, er setzte sich aus elf Schöffen („sieben untere“ und „vier obere Schöffen“) und fünf bis acht Ratsherren (ab 1348 waren es regelmäßig acht) zusammen. Dabei führte den Ratsvorsitz nicht der Bürgermeister, sondern der Ratsälteste, Präsens, welcher gleichzeitig als Landeshauptmann dem Herzogtum Breslau vorstand. De facto waren Ratsherren bzw. -älteste an Machtbefugnissen den souveränen Fürsten mindestens gleichgestellt, ja sie konnten in mancherlei Hinsicht diese übertreffen, wurde doch der politische Einfluss des Rats zusätzlich von der wirtschaftlichen Kapazität der Stadt mitgetragen. Unter den Ratsmitgliedern bildete sich bis zum 15. Jahrhundert eine feste Hierarchie heraus. Ab dem Jahre 1515 behielten Ratsherren ihr Amt auf Lebenszeit, was ab dem Jahre 1551 dann auch für das Amt des Präsens galt.
Im Krieg gegen Böhmen schloss die Stadt 1466 ein Bündnis mit dem Herrscher des Königreichs Ungarn Matthias Corvinus, der nach acht Jahren Schlesien und damit auch Breslau als böhmischer Gegenkönig regierte. Damals erhielten die neu gewonnenen Gebiete eine wesentlich strengere Verfassung als zuvor. Nachdem Corvinus im Jahr 1490 gestorben war, wurden die Stadt und das Fürstentum Breslau noch im selben Jahr erneut Teil des Königreichs Böhmen, das zu dieser Zeit von den aus Polen-Litauen stammenden Jagiellonen, Vladislav II. und Ludwig II., regiert wurde. 15 Jahre später, 1505, genehmigte der damalige König Vladislaw II. die Gründung einer Universität in Breslau. Dieses Projekt wurde jedoch nicht realisiert.
Seit 1523 war Friedrich II. von Liegnitz ein Anhänger der Reformation. 1526 gründete er in Liegnitz die erste protestantische Universität, die jedoch wegen der durch Kaspar Schwenckfeld ausgelösten religiösen Wirren nur bis 1530 bestehen konnte. Auch Karl I. von Oels stand den Schriften und der Haltung von Luther wohlwollend gegenüber.
Doch im Jahre 1521 wurde Bischof Jakob von Salza zum Nachfolger von Johannes V. Thurzo ernannt. Heß wurde durch den Rat der Stadt im gleichen Jahr zum Prediger in Breslau, gegen den Willen des Bischofs von Salza, bestimmt. Zwei Jahre später verfügte der Rat der Stadt, wieder unter Missachtung des eigentlichen bischöflichen Rechtes auch die Besetzung von Pfarrstellen, 1523 wurde Johann Heß zum Pfarrer an St. Magdalenen ernannt. Im Jahre 1525 überging der Rat der Stadt erneut das bischöfliche Recht und setzte den niederen Kleriker Ambrosius Moibanus zum Pfarrer an St. Elisabeth ein. Trotz des Einspruchs des bischöflichen Ordinariats musste es beide Theologen zumindest als „Prediger“ an den beiden Stadtpfarrkirchen anerkennen.
Im Jahr 1526 starb König Ludwig II. von Böhmen und Ungarn in der Schlacht bei Mohács, woraufhin die Habsburger gemäß Erbverbrüderungsvertrag das Königreich Ungarn und die Länder der Böhmischen Krone und damit auch Breslau und andere Erblande in Schlesien übernahmen.

## Der Disput
Als Johann Heß am 3. Juni 1520 Breslau ordiniert wurde, waren seine reformatorischen Bestrebungen bekannt. Nach der Priesterweihe, blieb er auch weiterhin mit den Wittenberger Freunden in Verbindung.

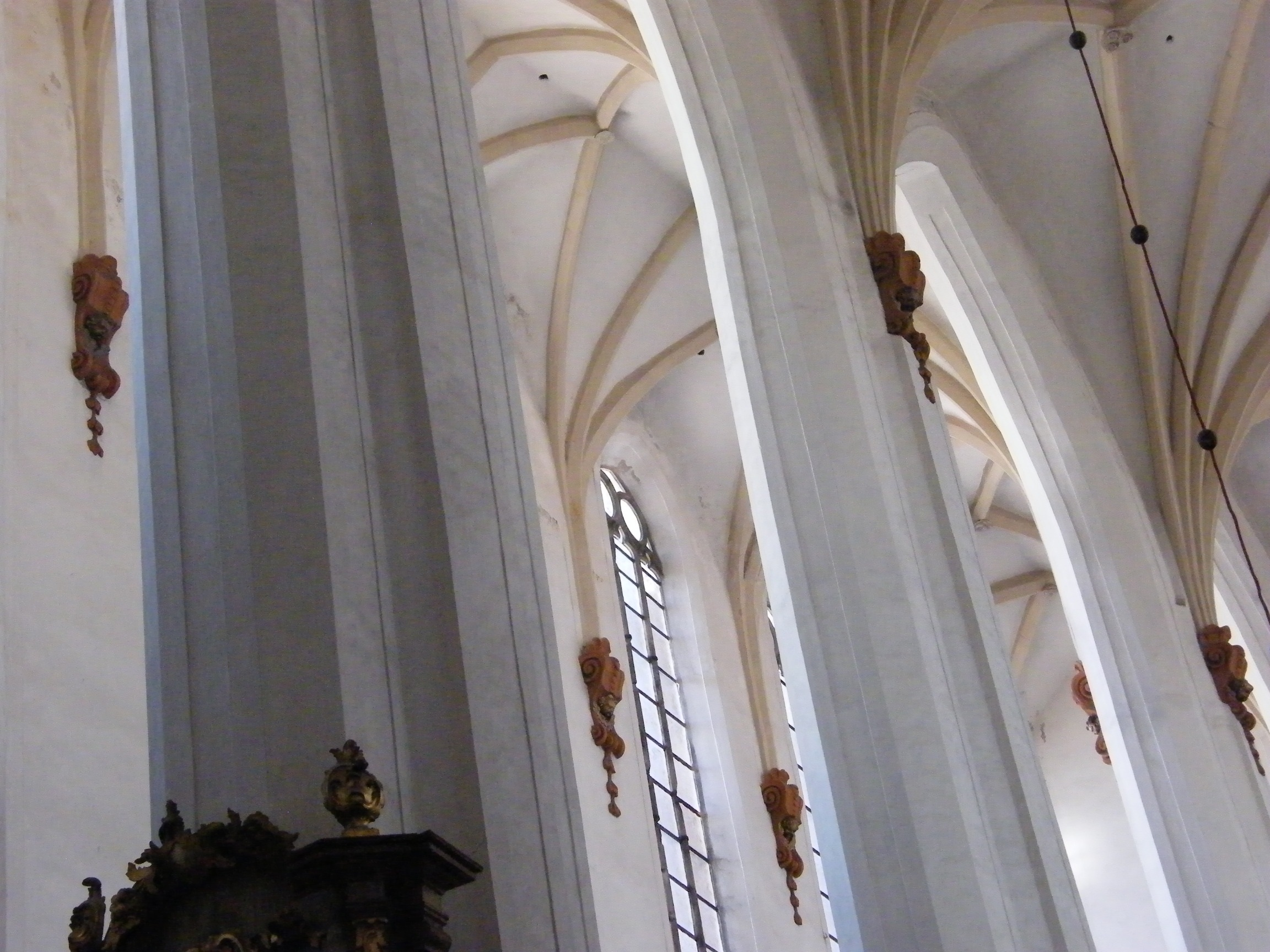
Ausschnitt aus dem Tagungsort des Disputs, in der Dorotheenkirche in Breslau. Mit Barockelementen nach dem Wiederaufbau 1686.

Nach dem Tod seines Gönners, Bischof Johannes V. Turzo zu Breslau, ging er nach Oels an den Hof des Herzogs Karl I. von Münsterberg, bis ihn am 19. Mai 1523 der Breslauer Rat aufforderte, das Amt eines Pfarrers an der Stadtkirche St. Maria Magdalena zu übernehmen. Trotz des Widerstandes des Breslauer Bischofs Jakob von Salza konnte Heß am 21. Oktober 1523 als Prediger durch den Rat eingesetzt werden und durch seine Position den entscheidenden Schritt für die Durchsetzung der Reformation in Stadt Breslau wagen. Am 25. Oktober hielt er vor einer großen Zahl der Bürger Breslaus seine Antrittspredigt.
Als Heß im Februar 1524 seine „Axiomata“ über das Wort Gottes im Gegensatz zu Menschensatzungen, Christi Priestertum im Gegensatz zum Messopfer und die göttliche Einsetzung des Ehestandes im Gegensatz zum Zölibat erscheinen ließ, wurde damit die endgültige Durchsetzung der Reformation in Breslau eingeleitet.
Im Ergebnis der in der Breslauer Dorotheenkirche vom 20. bis zum 22. April abgehaltenen feierlich-akademischen Disputation über die „Axiomata“ beschied der Rat die Breslauer Prediger, sie hätten in der Evangeliumspredigt sich an dem Vorbild von Heß zu orientieren, nur durch die Schrift Belegtes vorzutragen und deshalb alle menschlichen Traditionen und Auslegungen der Kirchenväter fortzulassen. In der Folgezeit bemühte sich Heß konsequent – unter fortdauernder Anerkennung der Jurisdiktion des nicht zur Reformation übergegangenen Bischofs – um die Erneuerung des städtischen Kirchen- und Schulwesens.
Heß stellte 22 Thesen zu je drei Themen auf, sie gründeten insbesondere auf Grundlage der Argumentation von Andreas Bodenstein, genannt Karlstadt und Martin Luther, nach dem die Bibel die höchste Autorität (sola scriptura) über alles von Menschen und somit auch von der Institution, der römisch-katholischen Kirche festgelegte habe. Damit war ein wichtiger Punkt, dass ein jeder sich mit dem Inhalt der Bibel ungehindert beschäftigen könne und dass sie ohne interpretatorische Zusätze gelehrt werden müsse. Gegenstände der Disputation waren also das Wort Gottes, ferner das Priestertum Christi und das (noch) Sakrament der Ehe. In der Disputation erklärte Hess das Wort Gottes als alleinige Richtschnur des Glaubens sei, welches allen Menschen zugänglich sein müsse. Weiter erklärte er, das einmalige blutige Opfer Christi am Kreuz bedürfe keiner unblutigen Wiederholung in der sonntäglichen Messe. Die Ehe sei keinem
Menschen zu verwehren, auch nicht den Geistlichen. Übrigens ging kurze Zeit nach der Disputation Heß und Moibanus Ehen ein, und alle reformatorisch gesinnten Pfarrer folgten ihnen später. Im Gottesdienst wurden deutsche Lieder gesungen, und das Hl. Abendmahl wurde in beiderlei Gestalt gefeiert.
Alle Thesen wurden in den drei Tagen zunächst in Lateinisch und dann auch auf Deutsch vorgetragen und anschließend diskutiert. Jede Sitzung wurde ähnlich der auf der Leipziger Disputation mit einem gesungenen „Komm, Heiliger Geist, Herre Gott“ sakralisierend eröffnet und mit einem „Gott sei gelobet und gebenedeiet“ beendet.
Heß selbst übernahm die Funktion der Disputationen und half bei der Auflösung strittiger Punkte hindurch, alles Gesagte wurde von zwei Notaren verschriftlicht. Anwesend war der Rat der Stadt. Auf dem Tisch zugänglich lagen Folianten des hebräischen Alten Testaments und des griechischen Neuen Testaments. Zwei Sprachexperten waren anwesend, Antonius Niger für den griechischen und Ambrosius Moibanus für den hebräischen Text.
Teilnehmer war neben Johann Heß noch Valentin Friedland. Die Stellung der Dominikaner war dadurch geschwächt, dass man ein Mitglied des Domklerus, kurz vor der Disputation, sich mit einer unverheirateten Frau sexuell austauschte. Eine Faktum, dass man propagandistisch für das Korrupte aller Priester und der Gefahr für alle städtischen Jungfrauen auslegte.
Insgesamt war das Ergebnis der Disputation ein Erfolg für Johann Heß und seine Anhänger.
Am Karsamstag, den 26. März 1524 wurde im Liegnitzer Schloss und zwei dortigen Kirchen das Abendmahl unter beiderlei Gestalt gefeiert.